# 连环信
連環信或称链信是一种含有引誘收信者複製訊息再傳予其他人的訊息。連環信可說是一種迷因。連環信通常使用的策略包括煽情內容、層壓式推銷、甚至恐嚇收信人若不依從信中內容就會帶來厄運、疾病甚至死亡。

## 历史与发展
連環信的歷史至少可追溯到中世紀，當時有Himmelsbriefe（天堂信）。
據說電子連環信的出現，原本是為阻礙互聯網的發展。在互聯網連接緩慢、需要時間下載文字檔案的地方，與連環信就可以減低收信者的下載速度。
連環信隨時間而演化，一般而言它們說服收信者能力日漸進步。 收信人對連環信的修改，或意外下不完整的複製都可能導致說服力上升。
電子郵件及互聯網的發展，令連環信日益普遍，而且散佈速度比以純粹實質的郵件傳播更快。RFC 1855基於網絡禮儀明確反對連環信，部份電子郵件供應者在服務條款中禁止發放連環信。随着手机的出现又有了“连环短信”。“连环短信”的内容一般比较简短。

## 範例

### 「金字塔計劃」的連鎖信範例
1. 相傳起源於1935年，從一封名為「送你一點錢」（Send-a-Dime）開始，而後進化為電子郵件方式傳遞。
2. 俗稱「送錢信」（money chain letters），此類的連鎖信，在於誘騙你送錢給名單上的第一個人。
3. 寄信者會偽稱他真的收到錢。以誘騙更多人加入這個遊戲。
4. 要求你將名單上第一個人的資料移去，再加上你自己的姓名與收錢的方式（地址或銀行帳號）。
5. 這類的連鎖信，在各地是屬於違法的行為，情況嚴重者將被依「詐欺取財罪」提起公訴。

## 诅咒贴
随着互联网的发展，在一些互联网社群出现了连环信的互联网版本，社交網路服務網站Facebook也常有人留言。此类连环信一般称之为诅咒贴，臺灣常稱其為「詛咒文」。這種行為是違法的。迄今仍没有发现这类帖子的商业动机。

### 形式
诅咒贴的形式相较连环信更单一。其开头一般为一则恐怖小故事，在结尾处威胁看到该贴的人若不转发几条就会有噩运降临。也有一些诅咒贴亦会引诱读者转发之后就会万事如意。一些转发的人还会在复制内容后加上“我也是被逼无奈”的字样。

### 范例

#### 因果相反型
|  | 有一天，在一个深夜里，一个小女孩独自走在小巷里。 …… 如果你不把这个消息转发到5个群，则这个男人就会在凌晨三点出现在你的床前。反之你爱的人也会爱上你。 |

#### 惡劣結果型
|  | 我是一名六歲的小學男童(女童)名字叫XXX。我在放學途中被人殺了，........... 如果你三天內不轉發這封信給下個人，你爸媽會……，五天內不轉發，你心愛的人會……。七天內不轉發，你會……。 |

## 影响
随着连环信的发展，其影响也越来越大。现在书面形式的连环信较为少见，更多的是以诅咒贴的形式通过网络传播，因此诅咒贴的影响也超过了连环信。据统计，中国有近三成的民众会轻信谣言。这就使得往往一则诅咒贴的个数会成倍增长。

## 应对方法和涉嫌违法
无论是诅咒贴还是连环信，此类谣言都没有任何的科学依据，实质是一种恐吓行为。多数人转发往往出于人性本能的恐惧心理，而谣言作者正是利用了这一弱点。所以遇见连环信和诅咒贴大可不必理会，迄今并没有发现任何人因为不转发连环信而使得诅咒灵验。
可以向貼文者以《刑法》第305條提告或備案。
在中华人民共和国，散发此类信件违反《中华人民共和国刑法》第293条寻衅滋事罪，该条第2项提到“恐吓他人，情节恶劣的”属刑事违法行为。此外，对于情节轻的没有达到刑事处罚的情况，《中华人民共和国治安管理处罚法》第四十二条规定：“ 有下列行为之一的，处五日以下拘留或者五百元以下罚款；情节较重的，处五日以上十日以下拘留，可以并处五百元以下罚款：（一）写恐吓信或者以其他方法威胁他人人身安全的……”

## 相關書籍
- Dan Squier. The Truth About Chain Letters, 1990, Premier Publishers, ISBN 0915665212
- Athena Dean. All That Glitters is Not Gold: Breaking Free From the Sweet Deceit of MLM, 1998, Winepress Publishing, ISBN 1579211348
- RL Fitzpatrick. False Profits: Seeking Financial & Spiritual Deliverance in MLM & Pyramid Schemes, 1997, Herald Press, ISBN 0964879514
- James Walsh. You Can't Cheat An Honest Man: How Ponzi Schemes & Pyramid Frauds Work, Merritt Publishing, ISBN 1563431696
- Gary Tartaglia. Shattered Dreams: How To Avoid Costly Mistakes In Multi-level Marketing, 1985, Targeted Communications, ISBN 0961440406
- Stephen Butterfield. Amway: The Cult of Free Enterprise, 1985, South End Press, ISBN 0896082539
- John Scarne. Complete Guide to Gambling, Fully Revised, Expanded, Updated edition. Fireside, 1986, ISBN 0671630636

## 外部連結
- Category at ODP （页面存档备份，存于）
- What's wrong with chain letters? （页面存档备份，存于）
- A discussion of the history and various types of chain letters （页面存档备份，存于） (from Snopes.com)
- 網路追追追／拜託拜託　請轉寄給所有人？ （页面存档备份，存于）